# イエスマン (お笑い芸人)
イエスマンは、日本のお笑いコンビ。松竹芸能所属。
実質的に元官僚芸人まつもとのソロユニットであり、同じコンビ名のまま相方がたびたび変わっている。

## メンバー
元官僚芸人まつもと（もとかんりょうげいにんまつもと、1978年（昭和53年）7月29日（47歳） - ）ボケ担当、立ち位置は向かって左。
- 京都府出身、 私立洛星高等学校卒業、京都大学経済学部卒業、京都大学大学院情報学研究科修士課程修了。
- 元キャリア官僚として総務省、財務省、内閣官房に計8年間勤務した[1]。
- 父は元NHKのアナウンサー[2]。
- ドリームインキュベータ、経営共創基盤でコンサルタントとして勤務していた経歴を持つ。
- 過去にはアニメーション制作会社のベンチャー企業立ち上げなどもしている起業家[3]。
- 現在は週刊新潮をはじめとしたメディアでコメンテーターとしても活動[4]。

### 元メンバー
コメ（1993年（平成5年）2月14日（32歳） - ）ツッコミ、立ち位置は向かって右。
- 千葉県出身、慶應義塾大学経済学部卒業。
- 大手金融機関勤務の傍ら活動を行う。
- 大学生時代はセーリングに打ち込む。

## 来歴

### 2022年
- コンビ結成[5]
- M-1グランプリ2022出場 1回戦敗退[6]
- 松竹芸能養成所生ライブ観客投票1位[7]

### 2023年
- 浜松漫才グランプリ 本選進出
- UNDER5 AWARD 2回戦進出
- M-1グランプリ2023 3回戦進出（広島予選2位通過、広島予選からの3回戦進出はメンバー以来4年ぶり）[6]

### 2024年
- 3月末で解散。官僚芸人まつもとがピンで活動開始[8]。
- M-1グランプリ2024 2回戦進出（相方は元チャリンコクラブの山崎和也）[9]。

### 2025年
- M-1グランプリ2025 2回戦進出（相方は大葉かやろう）[10]。

## エピソード
- 2人とも会社員として働く傍ら活動しており、コメは休日に仕事にも生きるような自己投資を考えた際に、土日に通える松竹芸能の養成所に入所した[1]。

## 出演経歴

### ラジオ
- ラーメン大好き 麺活ラジオ（レインボータウンFM、2023年1月15日 - 1月22日）
- SKYWAVE EVENING 中村詩織の食育防災ラジオ（SKYWAVE、2023年2月18日 - 2月25日）
- 清良のハッピー☆DREAM☆プロジェクト（ShibuyaCross-FM、2023年2月22日）
- モナオのごきげん歌謡曲（エフエム戸塚、2023年3月17日）
- 中村詩織のちょっとうたかた～ハッピースマイルカフェ編～（NRN系、2023年5月6日)
- ナザレンコアンドリーのニッポンで物申す！(レインボータウンFM、2023年5月21日)
- イエスマンの働き方改革ラジオ～転職＆副業で人生変えよう！～(レインボータウンFM、2023年5月28日〜)

### 雑誌
- エンタメ／元霞が関キャリア官僚が慶應OBとお笑いコンビ(週刊新潮、2022年12月15日）
- エンタメ／元官僚芸人は“高市文書バトル”が心配です(週刊新潮、2023年3月16日）

### イベント
- World Music & Food Festival「SSCシェアハピエンタメシリーズ」総合MC(2023年5月5日)